# Wita Jakymtschuk
Wita Mykolajiwna Jakymtschuk (ukrainisch Віта Миколаївна Якимчук, wiss. Transliteration Vita Mykolaïvna Jakymčuk, * 7. April 1980 in Kiew) ist eine ehemalige ukrainische Skilangläuferin.

## Werdegang
Jakymtschuk, die für den SC Ukraina aus Charkiw startete, trat international erstmals bei den Junioren-Skiweltmeisterschaften 1998 in Pontresina in Erscheinung. Dort errang sie den 53. Platz über 5 km Freistil. Im folgenden Jahr belegte sie bei den Junioren-Skiweltmeisterschaften in Saalfelden am Steinernen Meer den 45. Platz über 5 km klassisch und den 35. Rang über 5 km Freistil und gewann bei der Winter-Universiade in Štrbské Pleso die Bronzemedaille mit der Staffel. Außerdem lief sie bei den nordischen Skiweltmeisterschaften 1999 in Ramsau am Dachstein auf den 66. Platz über 5 km klassisch, auf den 48. Rang in der Verfolgung und auf den sechsten Platz mit der Staffel. Ihre beste Platzierung bei den Junioren-Skiweltmeisterschaften 2000 in Štrbské Pleso war der 14. Platz über 5 km klassisch und mit der Staffel. In der Saison 2000/01 holte sie in Borlänge mit dem 28. Platz über 5 km Freistil ihre ersten Weltcuppunkte. Bei der Winter-Universiade 2001 in Zakopane errang sie den 29. Platz über 5 km klassisch und den 13. Platz über 5 km Freistil und bei den nordischen Skiweltmeisterschaften 2001 in Lahti den 59. Platz über 10 km klassisch und den 35. Platz im Sprint. Im folgenden Jahr lief sie bei den Olympischen Winterspielen in Salt Lake City auf den 44. Platz im 15-km-Massenstartrennen und auf den 41. Rang im Sprint. Nachdem sie zu Beginn der Saison 2002/03 bei den Rollerski-Weltmeisterschaften in Monte Cervino jeweils die Goldmedaille im Team und mit der Staffel gewann, belegte sie bei den nordischen Skiweltmeisterschaften 2003 im Val di Fiemme den 48. Platz im Skiathlon, den 36. Rang über 30 km Freistil und den 33. Platz im Sprint. Ihre besten Ergebnisse bei der Winter-Universiade 2003 in Tarvisio waren der sechste Platz mit der Staffel und der fünfte Rang im Sprint und bei der Winter-Universiade 2005 in Seefeld in Tirol der zehnte Platz im 15-km-Massenstartrennen und der sechste Rang mit der Staffel. 
In der Saison 2004/05 erreichte Jakymtschuk in Ramsau am Dachstein mit dem 13. Platz im 15-km-Massenstartrennen ihr bestes Einzelergebnis im Weltcup und mit dem 70. Platz im Gesamtweltcup ihr bestes Gesamtergebnis. Beim Saisonhöhepunkt, den nordischen Skiweltmeisterschaften 2005 in Oberstdorf, kam sie auf den 40. Platz über 10 km Freistil, auf den 25. Rang im Skiathlon und auf den 13. Platz im Teamsprint. Im folgenden Jahr lief sie bei den Olympischen Winterspielen in Turin auf den 36. Platz im Sprint, auf den 26. Rang im Skiathlon und auf den 22. Platz im 30-km-Massenstartrennen. Zudem wurde sie dort zusammen mit Kateryna Hryhorenko, Tetjana Sawalij und Walentyna Schewtschenko Achte in der Staffel. Zuvor errang sie in Oberstdorf mit dem 24. Platz im Skiathlon letztmals Weltcuppunkte. Nachdem sie zu Beginn der Saison 2006/07 beim Scandinavian-Cup in Vuokatti mit Platz drei über 10 km Freistil ihre erste Podestplatzierung im Continental-Cup belegt hatte, gewann sie bei der Winter-Universiade 2007 in Pragelato die Silbermedaille im 15-km-Massenstartrennen. Zudem wurde sie dort Siebte im Skiathlon und Fünfte mit der Staffel. Beim Saisonhöhepunkt, den nordischen Skiweltmeisterschaften 2007 in Sapporo, kam sie auf den 12. Platz mit der Staffel. In der Saison 2008/09 erreichte sie im Eastern-Europe-Cup in Charkiw mit Platz fünf über 7,5 km klassisch und Rang zwei im Sprint den 19. Platz in der Gesamtwertung. Ihre besten Platzierungen bei den nordischen Skiweltmeisterschaften 2009 in Liberec waren der 31. Platz im Sprint und der 11. Rang mit der Staffel. In der folgenden Saison belegte sie den 39. Platz bei der Tour de Ski 2009/10 und den 45. Rang im Skiathlon bei den Olympischen Winterspielen 2010 in Vancouver. In ihrer letzten Saison 2010/11 kam sie in Charkiw mit dem Plätzen drei und zwei im Sprint und Rang acht über 10 km klassisch auf den 11. Platz in der Gesamtwertung des Eastern-Europe-Cups. Bei den nordischen Skiweltmeisterschaften 2011 in Oslo lief sie auf den 60. Platz im Sprint und auf den 15. Rang im Teamsprint.

## Erfolge

### Teilnahmen an Weltmeisterschaften und Olympischen Winterspielen

#### Olympische Spiele
- 2002 Salt Lake City: 41. Platz Sprint Freistil, 44. Platz 15 km Freistil Massenstart
- 2006 Turin: 8. Platz Staffel, 22. Platz 30 km Freistil Massenstart, 36. Platz 15 km Skiathlon, 36. Platz Sprint Freistil
- 2010 Vancouver: 45. Platz 15 km Skiathlon

#### Nordische Skiweltmeisterschaften
- 1999 Ramsau: 6. Platz Staffel, 48. Platz 10 km Verfolgung, 66. Platz 5 km klassisch
- 2001 Lahti: 35. Platz Sprint Freistil, 59. Platz 10 km klassisch
- 2003 Val di Fiemme: 33. Platz Sprint Freistil, 36. Platz 30 km Freistil, 48. Platz 10 km Skiathlon
- 2005 Oberstdorf: 13. Platz Teamsprint Freistil, 25. Platz 15 km Skiathlon, 40. Platz 10 km Freistil
- 2007 Sapporo: 12. Platz Staffel
- 2009 Liberec: 11. Platz Staffel, 31. Platz Sprint Freistil, 33. Platz 30 km Freistil Massenstart, 36. Platz 10 km klassisch, 37. Platz 15 km Skiathlon
- 2011 Oslo: 15. Platz Teamsprint klassisch, 60. Platz Sprint Freistil

#### Weltcup-Gesamtplatzierungen
| Saison  | Gesamt | Gesamt | Sprint | Sprint |
| Saison  | Punkte | Platz  | Punkte | Platz  |
| ------- | ------ | ------ | ------ | ------ |
| 2000/01 | 3      | 109.   | -      | -      |
| 2004/05 | 20     | 70.    | 20     | 46.    |
| 2005/06 | 7      | 105.   | 7      | 74.    |